# تانگیو نیانزو
نیانزو تانگی-اوستین کواسی (انگلیسی: Nianzou Tanguy-Austin Kouassi) که با نام تانگوی نیانزو شناخته می‌شود؛ بازیکن فوتبال اهل فرانسه است که برای تیم سویا بازی می‌کند.

## دوران باشگاهی

### جوانان و نوجوانان
نیانزو کواسی در سال ۲۰۰۲ در پاریس به دنیا آمد و درحال حاضر توانسته است به عنوان یک مدافع وسط با استعداد خودش را در میان دیگر مدافعان مطرح کند.
کواسی در سال ۲۰۱۶ عضو تیم زیر ۱۶ سال شهر خود یعنی پاری سن ژرمن شد او پس از درخشش در این تیم به تیم مقطع بالاتر یعنی تیم زیر ۱۷ سال پاری سن ژرمن رفت او در این موفق شد ۲۱ بازی ۳ گل و ۳ پاس گل به ثمر برساند و در برای فصل ۱۹-۲۰۱۸ خودش را آماده زیر ۱۹ ساله های تیم پایتخت فرانسه بکند. او در فصل ۱۹-۲۰۱۸ توانست ۶ بازی انجام دهد که ۲ بازی آن نقش کاپیتان تیم را ایفا کرد و توانست ۴ بازی را با برد تمام کند. و بعد از آن به تیم اصلی پاریسی ها راه پیدا کرد

### پاری سن ژرمن
کواسی در ۱ ژوئیه ۲۰۱۹ به تیم اصلی پاری سن ژرمن ملحق شد. اولین بازی رسمی کواسی برای پاریس در مرحله گروهی مسابقات لیگ قهرمانان اروپا مقابل گالاتاسرای بود که ۷۵ دقیقه در نقش هافبک دفاعی بازی کرد و در نهایت آن بازی ۵ - ۰ به نفع پاریسی ها به پایان رسید. بعد از آن او توانست ۱۲ بازی برای پاری سن ژرمن انجام دهد و در مجموع ۲ گل به ثمر برساند. و موفق به کسب ۳ جام در این باشگاه شد.

### بایرن مونیخ
او در ۱ ژوئیه ۲۰۲۰ به عنوان بازیکن آزاد رسماً به تیم بایرن مونیخ پیوست. او شماره ۲۳ را به تن کرد و به عنوان یکی دیگر از فرانسوی های باشگاه بایرن مونیخ در فهرست این تیم قرار گرفت

## دوران ملی
کواسی نخستین بازی ملی خود برای تیم زیر ۱۶ سال فرانسه در ۲۱ دسامبر ۲۰۱۷ مقابل تیم زیر ۱۶ سال روسیه به عنوان مدافع وسط و کاپیتان تیم انجام داد که سر انجام آن بازی ۵ بر ۲ به سود تیم زیر ۱۶ سال فرانسه به پایان رسید. او در مجموع ۵ بازی برای این تیم انجام داد و ۴ بازی آنها با برد تمام شد به جز بازی آنها مقابل آلمان که با نتیجه ۳ بر ۲ بازی را واگذار کردند.
او سپس در تیم زیر ۱۷ سال فرانسه توانست ۲۴ بازی بدای این تیم بکند و ۲ گل به ثمر برساند. ۱۷ تا از این بازی ها با برد همراه بود، ۲ مساوی و ۵ باخت نیز در کارنامه این بازیکن در آن تیم ثبت شد.
بعد از این درخشش او راهی تیم زیر ۱۸ ساله های فرانسه شد، ولی در این تیم خیلی فرست درخشش پیدا نکرد زیر بیشتر تمرکز خود را روی بازی های پاری سن ژرمن گذاشته بود.

## افتخارات

### باشگاهی
پاری سن ژرمن
- لیگ ۱ (۱): ۲۰–۲۰۱۹[۱]
- جام حذفی فرانسه (۱): ۲۰–۲۰۱۹[۲]
- سوپرکاپ فرانسه (۱): ۲۰۱۹[۳]
- لیگ قهرمانان اروپا نایب‌قهرمانی (۱): ۲۰–۲۰۱۹

بایرن مونیخ
- بوندس‌لیگا (۲): ۲۱–۲۰۲۰، ۲۲–۲۰۲۱[۴]
- سوپرکاپ (۱): ۲۰۲۱[۵]

### ملی
زیر ۱۷سال فرانسه
- جام‌جهانی زیر ۱۷سال رتبه‌سوم: ۲۰۱۹[۶]

## فردی
- جایزه تیتی طلایی: ۲۰۱۹[۷]